# Hercostomus rogenhofferi
Hercostomus rogenhofferi är en tvåvingeart som först beskrevs av Josef Mik 1878.  Hercostomus rogenhofferi ingår i släktet Hercostomus och familjen styltflugor. Inga underarter finns listade i Catalogue of Life.